# Chromadorella circumplexa
Chromadorella circumplexa är en rundmaskart som beskrevs av Christian Wieser 1954. Chromadorella circumplexa ingår i släktet Chromadorella och familjen Chromadoridae. Inga underarter finns listade i Catalogue of Life.